# Lijst van schilderijen in het Rijksmuseum Amsterdam/Cn-Cz
Lijst van schilderijen in het Rijksmuseum Amsterdam met werken van schilders van wie de achternaam begint met de letters Cn t/m Cz. Vermeldingen in het grijs geven aan dat het werk geen deel meer uitmaakt van de collectie van het Rijksmuseum, bijvoorbeeld omdat het in bruikleen gegeven is aan een andere instelling of omdat het teruggegeven is aan de bruikleengever.
| Inventarisnummer | Toeschrijving                                           | Titel | Datering      | Afbeelding |
| ---------------- | ------------------------------------------------------- | --- | ------------- | ---------- |
| SK-A-4921        | Pseudo Jan Wellens de Cock                              | De Calvarieberg | Ca. 1520      |            |
| SK-C-8           | Louis Bernard Coclers                                   | Portret van Jan Bernd Bicker | 1776          |            |
| SK-C-9           | Louis Bernard Coclers                                   | Portret van Catharina Six | 1776          |            |
| SK-A-642         | Louis Bernard Coclers                                   | Een moeder met haar kind | 1794          |            |
| SK-A-3786        | Cornelis de Cocq                                        | Portret van Sebastiaan Cornelis Nederburgh                                                                                          | 1862          |            |
| SK-C-1578        | Pieter Codde                                            | Galant gezelschap | 1633          |            |
| SK-A-4844        | Pieter Codde                                            | Galant gezelschap | 1633          |            |
| SK-A-2836        | Pieter Codde                                            | Familiegroep | 1642          |            |
| SK-A-789         | Pieter Codde                                            | De aanbidding der herders | 1645          |            |
| SK-C-374         | Pieter Codde en Frans Hals                              | De magere compagnie | 1633-1637     |            |
| SK-A-3464        | Naar Pieter Coecke van Aelst                            | De heilige familie | 1530-1600     |            |
| SK-C-906         | Atelier van Pieter Coecke van Aelst                     | Drieluik met de aanbidding der koningen                                                                                             | 1520-1550     |            |
| SK-A-2594        | Atelier van Pieter Coecke van Aelst                     | Drieluik met de aanbidding der koningen                                                                                             | 1520-1550     |            |
| SK-A-3765        | Jacob Coeman                                            | Portret van Joan Maetsuycker Zie ook Portrettengalerij van de gouverneurs-generaal van Nederlands-Indië                             | Ca. 1663-1676 |            |
| SK-A-4062        | Jacob Coeman                                            | Portret van de Bataviase opperkoopman Pieter Cnoll en zijn gezin                                                                    | 1665          |            |
| SK-A-4535        | Naar Jacob Coeman                                       | Portret van Joan Maetsuyker Zie Portrettengalerij van de gouverneurs-generaal van Nederlands-Indië                                  | 1750-1800     |            |
| SK-A-1020        | Constantin Fidèle Coene                                 | Een aanrijding bij de Halpoort te Brussel (Alcoholsmokkel)                                                                          | 1823          |            |
| SK-A-1021        | Jean Henri De Coene                                     | Marktnieuws | 1827          |            |
| SK-A-2105        | Johan George Colasius                                   | Portret van Hieronymus Josephus Boudaen, heer van St Laurens en Popkensburg                                                         | 1700-1750     |            |
| SK-A-1617        | David Colijns                                           | De hemelvaart van Elia | 1627          |            |
| SK-A-3471        | Edwaert Collier                                         | Vanitasstilleven | 1662          |            |
| SK-A-1518        | Adam Colonia                                            | Nachtelijke brand in een dorp | 1650-1685     |            |
| SK-C-1529        | Jan ten Compe                                           | Het slot Berckenrode in Heemstede na de brand                                                                                       | 1747          |            |
| SK-C-1530        | Jan ten Compe                                           | De achterzijde van het slot Berckenrode in Heemstede na de brand                                                                    | 1747          |            |
| SK-C-791         | Adriaen van Conflans                                    | Schutters van de compagnie van kapitein Dirk Thymansz. Brouwer en luitenant Ryckert Ouwerol                                         | 1595          |            |
| SK-A-72          | David de Coninck                                        | De hertenjacht Zie Vier jachttaferelen                                                                                              | 1660-1690     |            |
| SK-A-73          | David de Coninck                                        | De berenjacht Zie Vier jachttaferelen                                                                                               | 1660-1690     |            |
| SK-A-617         | David de Coninck                                        | Jachthonden en dood wild Zie Vier jachttaferelen                                                                                    | 1660-1690     |            |
| SK-A-618         | David de Coninck                                        | De valkenjacht Zie Vier jachttaferelen                                                                                              | 1660-1690     |            |
| SK-C-898         | Jan van Coninxloo                                       | Drieluik met taferelen uit het leven van Johannes de Doper                                                                          | 1557          |            |
| SK-A-2587        | Jan van Coninxloo                                       | Drieluik met taferelen uit het leven van Johannes de Doper                                                                          | 1557          |            |
| SK-A-1787        | Jan Damen Cool                                          | Portret van Pieter Pietersz. Heijn                                                                                                  | 1629          |            |
| SK-A-4944        | Thomas Cool                                             | Portret van Pier Pander | 1893-1894     |            |
| SK-C-1687        | Adriaen Coorte                                          | Een bakje aardbeien op een stenen plint                                                                                             | 1696          |            |
| SK-A-5098        | Adriaen Coorte                                          | Een bakje aardbeien op een stenen plint                                                                                             | 1696          |            |
| SK-A-2099        | Adriaen Coorte                                          | Stilleven met asperges | 1697          |            |
| SK-C-1688        | Adriaen Coorte                                          | Vier abrikozen op een stenen plint                                                                                                  | 1698          |            |
| SK-A-5099        | Adriaen Coorte                                          | Vier abrikozen op een stenen plint                                                                                                  | 1698          |            |
| SK-C-1761        | Adriaen Coorte                                          | Schelpen op een stenen plint | 1698          |            |
| SK-C-1689        | Adriaen Coorte                                          | Een takje kruisbessen op een stenen plint                                                                                           | 1699          |            |
| SK-A-5100        | Adriaen Coorte                                          | Een takje kruisbessen op een stenen plint                                                                                           | 1699          |            |
| SK-C-1690        | Adriaen Coorte                                          | Drie perziken op een stenen plint                                                                                                   | 1705          |            |
| SK-A-5101        | Adriaen Coorte                                          | Drie perziken op een stenen plint                                                                                                   | 1705          |            |
| SK-A-1464        | Jacobus Ludovicus Cornet                                | Portret van David Pièrre Giottino Humbert de Superville                                                                             | Ca. 1840-1849 |            |
| SK-A-1862        | Jean-Baptiste Corot                                     | Bosvijver | 1840-1875     |            |
| SK-A-2882        | Jean-Baptiste Corot                                     | Landschap met knotwilgen | 1840-1875     |            |
| SK-A-2883        | Jean-Baptiste Corot                                     | Algérienne | 1871          |            |
| SK-A-3162        | Jean-Baptiste Corot                                     | Landschap | 1872          |            |
| SK-C-1367        | Piero di Cosimo                                         | Portret van Giuliano da Sangallo | 1482-1485     |            |
| SK-C-1368        | Piero di Cosimo                                         | Portret van Francesco Giamberti | 1482-1485     |            |
| SK-A-3034        | Toegeschreven aan Lorenzo Costa                         | De heilige familie | 1490-1510     |            |
| SK-A-856         | Colijn de Coter                                         | Bewening van Christus | Ca. 1510      |            |
| SK-A-3446        | Francesco da Cotignola                                  | De heilige Catharina van Alexandrië                                                                                                 | 1500-1530     |            |
| SK-A-1863        | Gustave Courbet                                         | Gezicht in het bos van Fontainebleau                                                                                                | 1855          |            |
| SK-A-1864        | Gustave Courbet                                         | Landschap met rotsen en waterval | 1872          |            |
| SK-A-1865        | Gustave Courbet                                         | Stilleven met appels | 1872          |            |
| SK-A-3295        | Toegeschreven aan Gustave Courbet                       | Winterlandschap | 1850-1877     |            |
| SK-C-303         | Joseph-Désiré Court                                     | Portret van de Gravin de Pagès, née de Cornellan, als de heilige Catharina                                                          | 1820-1850     |            |
| SK-A-4641        | Pierre Coustain                                         | Wapenbord van Eduard IV (1442-83), koning van Engeland, in zijn hoedanigheid van ridder in de orde van het Gulden Vlies             | 1481          |            |
| SK-A-4642        | Pierre Coustain                                         | Wapenbord van Jacob van Luxemburg (na 1441-1488), heer van Fiennes, in zijn hoedanigheid van ridder in de orde van het Gulden Vlies | 1481          |            |
| SK-A-1866        | Thomas Couture                                          | De gouddorst | 1879          |            |
| SK-A-1022        | Abraham Johannes Couwenberg                             | IJsvermaak op een stadsgracht | 1830-1837     |            |
| SK-A-4924        | Abraham Johannes Couwenberg                             | Heuvellandschap bij Wageningen | 1833-1844     |            |
| SK-A-4035        | Francesco Cozza                                         | Hagar en Ismaël in de woestijn | 1665          |            |
| SK-A-1965        | Wouter Crabeth II                                       | De ongelovige Thomas | Ca. 1626-1630 |            |
| SK-A-808         | Dirck Craey                                             | Portretten van een man en een vrouw, vermoedelijk Bartholomeus Vermuyden en Catharina Kettingh                                      | 1650          |            |
| SK-A-810         | Dirck Craey                                             | Portretten van een man en een vrouw, vermoedelijk Bartholomeus Vermuyden en Catharina Kettingh                                      | 1650          |            |
| SK-A-1006        | Gijsbertus Craeyvanger en Carel Jacobus Behr            | Stadswal met kruitmagazijn | 1830          |            |
| SK-C-853         | Lucas Cranach de Oude                                   | Portret van Philip Melanchton | Ca. 1545      |            |
| SK-A-2561        | Lucas Cranach de Oude                                   | Portret van Philip Melanchton | Ca. 1545      |            |
| SK-C-852         | Toegeschreven aan Lucas Cranach (II)                    | Portret van een man met een rode baard                                                                                              | 1548          |            |
| SK-A-2560        | Toegeschreven aan Lucas Cranach (II)                    | Portret van een man met een rode baard                                                                                              | 1548          |            |
| SK-A-74          | Gaspar de Crayer                                        | De aanbidding van de herders | 1630-1669     |            |
| SK-A-75          | Gaspar de Crayer                                        | De kruisafneming | 1630-1669     |            |
| NG-2013-20       | Prosper Crébassol                                       | De haveningang van Willemstad met het Gouvernementspaleis                                                                           | 1858          |            |
| SK-A-4884        | Jacob Jan Cremer                                        | Boslandschap met reizigers | 1849          |            |
| SK-C-1404        | Carlo Crivelli                                          | Maria Magdalena | Ca. 1480      |            |
| SK-A-3989        | Carlo Crivelli                                          | Maria Magdalena | Ca. 1480      |            |
| SK-A-3390        | Vittorio Crivelli                                       | De heilige Lodewijk van Frankrijk                                                                                                   | 1481-1502     |            |
| SK-A-3391        | Vittorio Crivelli                                       | De heilige Bonaventura | 1481-1502     |            |
| SK-A-1993        | Adriaen van Cronenburg                                  | Vermoedelijk postuum portret van Rudolph van Buynou, drost van Stavoren en grietman van Gaasterland                                 | 1553          |            |
| SK-A-1994        | Adriaen van Cronenburg                                  | Portret van Cunera van Martena | 1553          |            |
| SK-A-2228        | Conradijn Cunaeus                                       | De twee vrienden | 1850-1880     |            |
| SK-A-1023        | Conradijn Cunaeus                                       | Jachtgezellen | 1860          |            |
| SK-A-76          | Cornelis van Cuylenburg (II) Naar Johann Ernst Heinsius | Portret van Willem Crul | 1770-1801     |            |
| SK-A-4930        | Cornelis van Cuylenburgh (II)                           | Portret van de kinderen van Barend Goudriaan                                                                                        | 1776          |            |
| SK-A-4932        | Cornelis van Cuylenburgh (II)                           | Portret van Barend Goudriaan Ariesz.                                                                                                | 1776          |            |
| SK-A-4933        | Cornelis van Cuylenburgh (II)                           | Portret van Eva Goudriaan-de Veer                                                                                                   | 1776          |            |
| SK-A-943         | Cornelis van Cuylenburgh (II)                           | Portret van Jonkheer Theodorus Frederik van Capellen                                                                                | 1817          |            |
| SK-A-1216        | Cornelis van Cuylenburgh (II)                           | Allegorie op de triomftocht van de prins van Oranje, de latere koning Willem II, als held van Waterloo, 1815                        | 1815          |            |
| SK-A-1374        | Cornelis van Cuylenburgh (II)                           | Portret van Johan Arnold Zoutman | 1801          |            |
| SK-A-77          | Aelbert Cuyp                                            | Bergachtig landschap met kasteelruïne                                                                                               | 1640-1650     |            |
| SK-A-1457        | Aelbert Cuyp                                            | Uithangbord van een wijnhandelaar                                                                                                   | 1640-1650     |            |
| SK-A-3957        | Aelbert Cuyp                                            | Rivierlandschap met koeien | 1640-1650     |            |
| SK-C-120         | Aelbert Cuyp                                            | Portret van een jonge man | 1640-1660     |            |
| SK-A-2350        | Aelbert Cuyp                                            | Een opperkoopman van de VOC, vermoedelijk Jacob Mathieusen en zijn vrouw                                                            | Ca. 1640-1660 |            |
| SK-A-78          | Aelbert Cuyp                                            | Landschap met herders en vee | 1650-1660     |            |
| SK-A-3754        | Aelbert Cuyp                                            | Landschap met koeien en herdersjongen                                                                                               | 1650-1670     |            |
| SK-A-4118        | Aelbert Cuyp                                            | Rivierlandschap met ruiters | Ca. 1655      |            |
| SK-C-123         | NaarAelbert Cuyp                                        | Gezicht op Dordrecht bij zonsondergang                                                                                              | 1700-1800     |            |
| SK-A-773         | Benjamin Cuyp                                           | Jozef legt de bakker en de schenker hun dromen uit                                                                                  | Ca. 1630      |            |
| SK-A-2857        | Benjamin Cuyp                                           | De graflegging | 1630-1652     |            |
| SK-A-3297        | Benjamin Cuyp                                           | Boereninterieur | 1630-1652     |            |
| SK-A-1793        | Jacob Gerritsz. Cuyp                                    | De herderin | 1628          |            |
| SK-A-611         | Jacob Gerritsz. Cuyp                                    | Portret van Margaretha de Geer | 1651          |            |
| SK-C-121         | Heet(te) Jacob Gerritsz. Cuyp                           | Groepsportret in een landschap | Ca. 1638-1640 |            |